# Cá trê đầu bẹt
Cá trê đầu bẹt (Danh pháp khoa học: Pylodictis olivaris) là một loài cá trê thuộc Bộ Cá da trơn thuộc chi Pylodictis trong nhóm cá nước ngọt của Hoa Kỳ. Đây là loài cá đối tượng cho những cuộc thi bắt cá bằng tay diễn ra ở Mỹ. Nó được du nhập đi nhiều nơi và trở thành loài xâm lấn với cái miệng rộng.

## Tập tính
Bắt đầu từ mùa hè, loài cá da trơn nước ngọt khổng lồ này đào hang làm ổ. Chúng thường đào hang ở bờ sông, những vùng ngập nước, dưới những cây đổ, hốc đá, những vũng bùn. Thời gian sinh sản kéo dài từ giữa hè đến tận giữa mùa xuân, khi nhiệt độ nước tăng lên 21 độ C. Chúng đẻ trứng vào ổ và bảo vệ trứng. Khi đã đẻ trứng rồi, thì nó sẽ không ra khỏi ổ, mà bảo vệ trứng. Khi bị khuấy động không gian sống, loài cá khổng lồ này sẽ rất tức giận. Nó sẽ tấn công kẻ phá hoại.